# 乐山高新技术产业开发区
乐山高新技术产业开发区位于四川省乐山市，是2012年8月经国务院批准升级为国家高新技术产业开发区的高新区，面积31.8平方公里。

## 历史沿革
- 1992年： 四川省人民政府批准建立省级乐山经济开发区
- 1996年：经四川省人民政府批准，乐山经济开发区更名为乐山高新技术产业开发区
- 2012年8月：经国务院批准，乐山高新技术产业开发区升级为国家高新技术经济开发区[2]